# 트루스 (2015년 영화)
《트루스》(Truth)는 2015년 공개된 미국의 정치 드라마 영화이다.

## 배역

### 주연
- 케이트 블란쳇 - 메리 메이프스 역
- 로버트 레드퍼드 - 댄 래더 역
- 토퍼 그레이스 - 마이크 스미스 역
- 엘리자베스 모스 - 루시 스콧 역

### 조연
- 데니스 퀘이드 - 로저 찰스 대령 역
- 브루스 그린우드 - 앤드루 헤이워드 역
- 데이비드 라이언스 - 조시 하워드 역
- 존 벤저민 히키 - 마크 롤스태드 역
- 스테이시 키치 - 빌 버킷 역
- 노니 해즐허스트 - 니키 버킷 역
- 더못 멀로니 - 로런스 랜퍼 역
- 레이철 블레이크 - 벳시 웨스트 역
- 앤드루 맥팔레인 - 딕 하이비 역
- 마틴 색스 - 로버트 스트롱 역
- 니콜라스 호프 - 마르셀 매틀리 역
- 스티브 바스토니 - 길 슈워츠 역
- 루이스 피츠 제랄드 - 루이스 보카디 역
- 더모트 멀로니 - 로렌스 랜피어 역
- 로즈 라일리 - 조쉬 하워드 조수 역
- 크리스토퍼 스톨러리 - 리포터 짐 무어 역